# Jaszowice (Basse-Silésie)
Pour les articles homonymes, voir Jaszowice.
Jaszowice est une localité polonaise de la gmina de Kobierzyce, située dans le powiat de Wrocław en voïvodie de Basse-Silésie.